# Goose house Phrase ＃14 僕らだけの等身大
「Goose house Phrase #14 僕らだけの等身大」は、（グースハウス フレーズ フォーティーン ぼくらだけのとうしんだい）は、Goose houseの5thシングル。2017年1月6日にgr8!recordsから発売された。

## 概要
前作『Goose house Phrase #13 Fly High, So High』以来約5ヶ月ぶりのシングルで、竹澤汀が参加した最後のシングル。発売日の1月6日は「Goose house Live Tour 2017 はじまり、はじまりツアー」の初日（新潟県民会館）で、同日の公演でも演奏された。
初回生産限定盤には、2015年12月10日に東京国際フォーラムで行われた「Goose house Live Tour 2015 〜だって座れるんだもん〜」のダイジェストが収録されたDVDが付属する。
1月5日のオリコンデイリーランキングで初登場2位を記録し、1月16日付けのオリコン週間シングルランキングで初登場9位を獲得した。

## 収録曲

### CD
全曲 作詞・作曲：Goose house
1. 僕らだけの等身大 (4:19)
（編曲：松浦晃久）
  - BS日テレ スペシャルドラマ『My Life My Road-サトミの闘い-』主題歌[4]
2. 風船 (5:08)
（編曲：秋田茉梨絵）
3. 僕らだけの等身大 -instrumental- (4:19)
4. 風船 -instrumental- (5:04)

### DVD（初回生産限定盤のみ付属）
2015年のライブツアー「Goose house Live Tour 2015 〜だって座れるんだもん〜」より、12月10日の東京国際フォーラム公演のダイジェスト映像を収録。
1. NonStop! Journey
2. LOVE & LIFE
3. オトノナルホウヘ→